# Ciclismo nos Jogos Pan-Americanos de 2015 - Keirin masculino
A competição do keirin masculino foi um dos eventos do ciclismo nos Jogos Pan-Americanos de 2015 em Toronto. Foi disputada no Velódromo Cisco Pan e Parapan-Americano de Milton, em Milton no dia 19 de julho.

## Calendário
Horário local (UTC-4).
| Data        | Horário | Fase          |
| ----------- | ------- | ------------- |
| 19 de julho | 11:28   | Primeira fase |
| 19 de julho | 18:58   | Final         |

## Medalhistas
| Ouro   | COL Fabián Puerta   |
| Prata  | VEN Hersony Canelón |
| Bronze | CAN Hugo Barrette   |

## Resultados

### Primeira fase

#### Bateria 1
| Colocação | Ciclista        | Nacionalidade | Notas |
| --------- | --------------- | ------------- | ----- |
| 1         | Fabián Puerta   | COL Colômbia  | Q     |
| 2         | Hersony Canelón | VEN Venezuela | Q     |
| 3         | Jair Tjon En Fa | SUR Suriname  | Q     |
| 4         | Flavio Cipriano | BRA Brasil    | DSQ   |

#### Bateria 2
| Colocação | Ciclista          | Nacionalidade         | Notas |
| --------- | ----------------- | --------------------- | ----- |
| 1         | Hugo Barrette     | CAN Canadá            | Q     |
| 2         | Njisane Phillip   | TTO Trinidad e Tobago | Q     |
| 3         | Leandro Bottasso  | ARG Argentina         | Q     |
| 4         | Matthew Baranoski | USA Estados Unidos    |       |

### Final

#### Disputa 7–12 lugar
| Colocação | Ciclista          | Nacionalidade      | Notas |
| --------- | ----------------- | ------------------ | ----- |
| 7         | Flavio Cipriano   | BRA Brasil         |       |
| 8         | Matthew Baranoski | USA Estados Unidos |       |

#### Disputa 1–6 lugar
| Colocação         | Ciclista         | Nacionalidade         | Notas |
| ----------------- | ---------------- | --------------------- | ----- |
| Medalha de ouro   | Fabián Puerta    | COL Colômbia          |       |
| Medalha de prata  | Hersony Canelón  | VEN Venezuela         |       |
| Medalha de bronze | Hugo Barrette    | CAN Canadá            |       |
| 4                 | Leandro Bottasso | ARG Argentina         |       |
| 5                 | Njisane Phillip  | TTO Trinidad e Tobago |       |
| 6                 | Jair Tjon En Fa  | SUR Suriname          |       |

Legenda
| Recorde mundial                  | Recorde mundial (World record)               |                       | Recorde africano                      | Recorde africano (African) |                                           | Q | Classificado por posição (Qualified) |
| Recorde dos Jogos Pan-Americanos | Recorde pan-americano (Pan-American record)  | Recorde da América    | Recorde da América (Americas)         | q                          | Classificado por melhor tempo (Qualified) |   |                                      |
| Melhor marca do ano              | Melhor marca do ano (World leading)          | Recorde asiático      | Recorde asiático (Asian)              | DNS                        | Não largou (Did not start)                |   |                                      |
| Recorde nacional                 | Recorde nacional (National record)           | Recorde europeu       | Recorde europeu (European)            | DNF                        | Não terminou (Did not finish)             |   |                                      |
| Recorde pessoal                  | Recorde pessoal do atleta (Personal best)    | Recorde da Oceania    | Recorde da Oceania (Oceania)          | DSQ / DQ                   | Desclassificado (Disqualified)            |   |                                      |
| Recorde da temporada             | Recorde da temporada do atleta (Season best) | Recorde sul-americano | Recorde sul-americano (South America) | NM                         | Sem marca (No mark)                       |   |                                      |